# Francisc, Duce de Teck
Francisc, Duce de Teck (Franz Paul Karl Ludwig Alexander; n. 28 august 1837; d. 21 ianuarie 1900) a fost membru al nobilimii germane și, mai târziu, membru al familiei regale britanice. A fost tatăl reginei Maria de Teck, soția regelui George al V-lea al Regatului Unit. Francisc a deținut titlurile de Conte de Hohenstein (Graf von Hohenstein) și, mai târziu, cel de Duce de Teck (Herzog von Teck).

## Biografie
Francisc s-a născut la 28 august 1837 la Esseg, Slavonia (acum Osijek, Croația). Tatăl lui a fost Ducele Alexandru de Württemberg, fiul Ducelui Louis de Württemberg. Mama lui a fost contesa Claudine Rhédey din Sângeorgiu de Pădure. Căsătoria a fost una morganatică, prin urmare Francisc nu a avut drept de succesiune asupra regatului de Württemberg. Titlul său la naștere a fost Contele Francisc von Hohenstein, după ce mama sa a fost numită contesă de Hohenstein de drept, de către împăratul Ferdinand I al Austriei.
În 1863 Francisc a fost numit prinț de Teck în Regatul de Württemberg și, în 1871, a fost numit duce de Teck.